# Ленина (Осиповичский район)
Ле́нина (бел. Леніна) — деревня в Осиповичском районе Могилёвской области Беларуси. Входит в состав Вязьевского сельсовета. Расположена в 9.3. км от Осиповичи и железнодорожной станции Осиповичи I, в 143 км от Могилёва. Население — 42 человека (2009).

## История
Деревня основана в 1923 году в результате переселения из соседних деревень. В 1931 году создан колхоз «Авангард». В 1967 году объединена с деревней Зелёная Дубрава.

## Население
- 1940 год — 131 человек.
- 1959 год — 132 человека.
- 1970 год — 194 человека.
- 1986 год — 121 человек.
- 2002 год — 71 человек.
- 2007 год — 56 человек.
- 2009 год — 42 человека